# Баттамбанг (город)
Баттамба́нг (кхмер. បាត់ដំបង — battɑmbɑːŋ) — город в Камбодже, около 290 км к северо-западу от Пномпеня. Административный центр провинции Баттамбанг. Население 250 тыс. человек (2006). Переработка сельскохозяйственной продукции, производство фосфорных удобрений. Город основан в XI в. и является вторым по численности населения в стране.

## Название
Название города и провинции, административным центром которой он является, в буквальном переводе с кхмерского означает «потеря палицы».
Согласно легенде о Дамбанг Краньонге"), бедный дровосек по имени Дамбанг (кхмер. ដំបង — dɑmbɑːŋ, «дубина, палица»), получив волшебную силу, срубил в лесу священное дерево Краньонг (кхмер. ក្រញូង - krɑɲoːŋ, «бот. Дальбергия (Dalbergia); вид красного дерева»).
Он вырезал из дерева палицу и обрёл с её помощью ещё большую силу. Люди прозвали дровосека Дамбанг Краньонг. Затем ему удалось свергнуть короля. Однако через некоторое время молодой принц, которого родила находившаяся в изгнании королева, встретил волшебного белого коня и на нём вернулся во владения отца. Дамбанг выбежал навстречу и бросил волшебную палицу в их сторону, но промахнулся, так как конь взвился высоко в небо. А палица улетела в далёкие края, и там, где она упала, рис разных сортов стал расти сам по себе. Вскоре люди построили в этом месте большой город, который назвали Баттамбанг − «[Место, где упала] пропавшая палица».

## История
В 1795 году Таиланд аннексировал большую часть северо-западной Камбоджи, включая провинции Баттамбанг и Сиемреап. В 1907 году под давлением Франции провинции были переданы Камбодже, чтобы стать частью Французского Индокитая. Французская колониальная администрация разработала генплан города, построили три основные улицы вдоль реки Сангке, и в 1917 году обе стороны города были соединены мостом. В 1930-е годы была построена железная дорога, соединяющая Баттамбанг с Пномпенем, и железнодорожная станция в западной части города. В 1960-е годы, по программе модернизации правительства Нородома Сианука в городе были построены административные здания, школы, университет, спортивный центр, музей, выставочный центр и аэропорт. Текстильная и одежная фабрики были построены французскими и китайскими инвесторами. Во время гражданской войны в период 1970—1975 гг. население Баттамбанга значительно увеличилось за счет беженцев, крестьяне бежали в город от американских бомбардировок. В 1975 году жители Баттамбанга, как и жители других камбоджийских городов, были эвакуированы в сельскую местность красными кхмерами.

## Транспорт

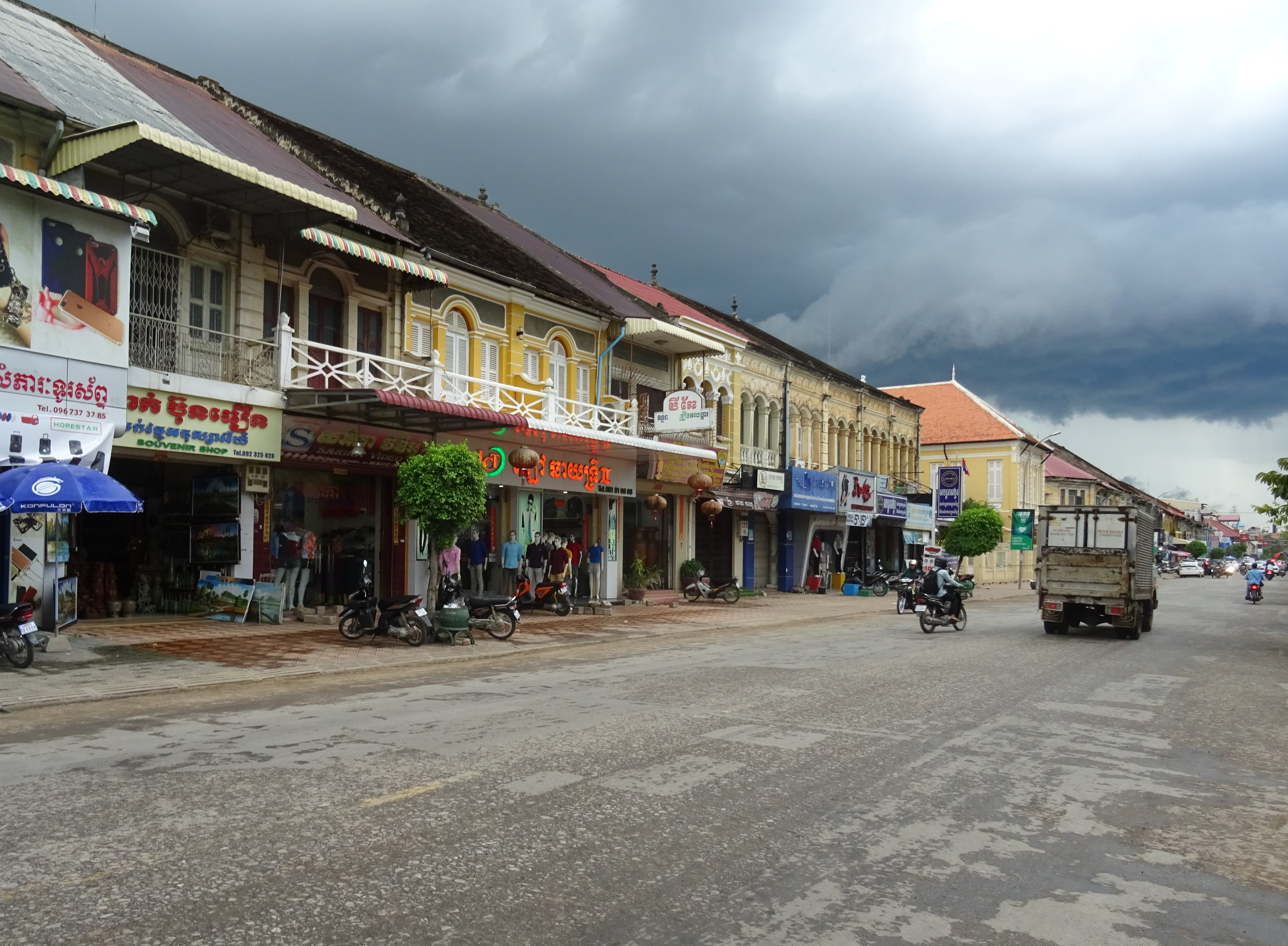
Улица города

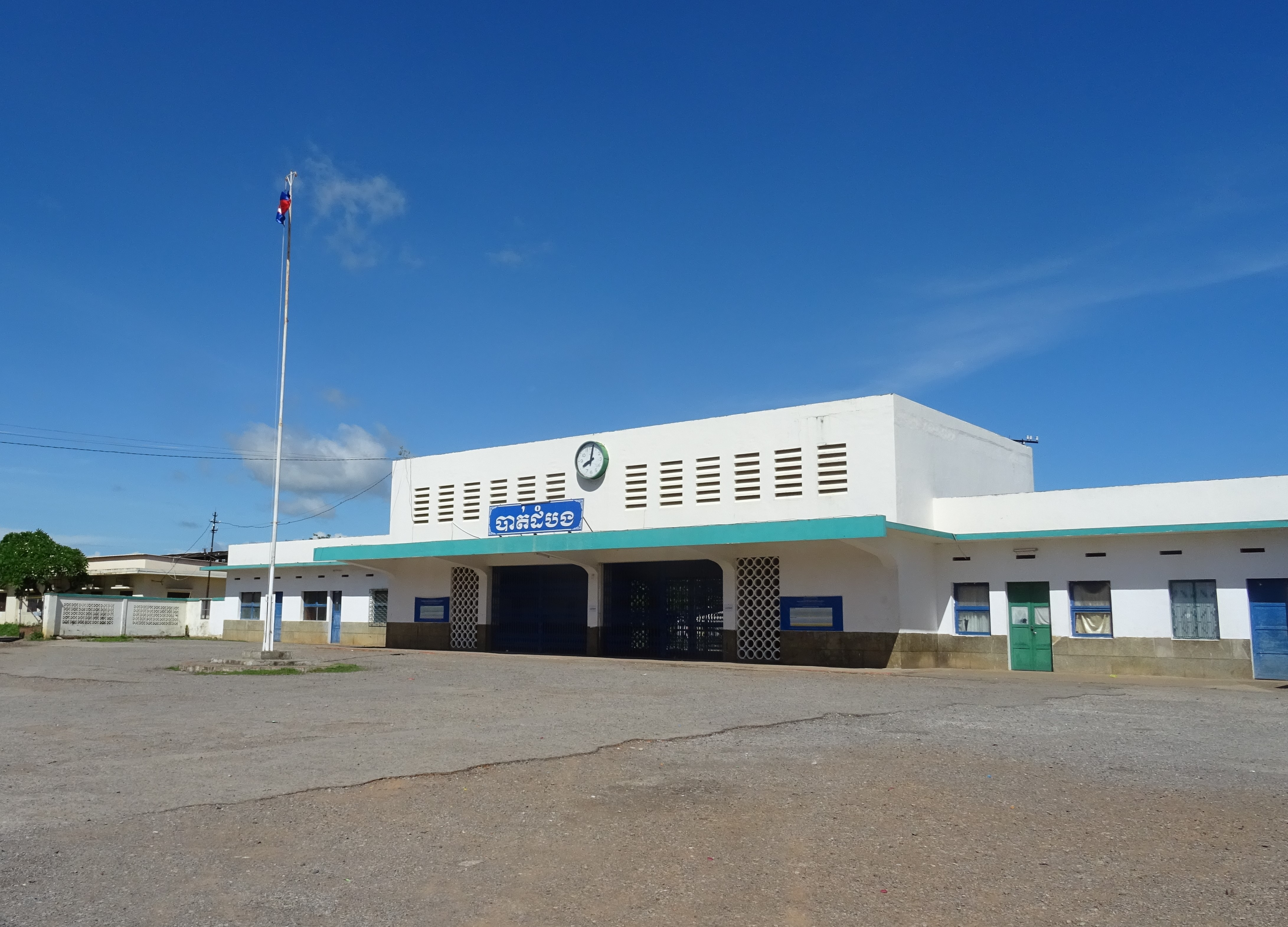
Ж/д станция Баттамбанг

### Аэропорт
В Баттамбанге есть аэропорт (IATA: BBM). В настоящее время бездействует.

### Железнодорожная сеть
В городе также имеется железнодорожный вокзал, долгое время он был заброшен. В 2018 году линия Пномпент-Пойпет была восстановленна и вокзал опять заработал.

### Автомобильный транспорт
Национальное шоссе № 5 между Баттамбангом и Пномпенем недавно отремонтировано, и теперь поездка занимает около 4 часов, расстояние между двумя городами — 290 км. Расстояние от Баттамбанга до Сиемреапа 170 км, дорога занимает 4-5 часов. Дорога между Баттамбангом и Сисопхоном находится в хорошем состоянии, расстояние 68 км.

### Водный транспорт
Путешествие на катере между Сиемреапом и Баттамбангом занимает от 3 до 8 часов и проходит через узкие каналы и болотистую местность.

## Достопримечательности
Баттамбанг сохранил провинциальную атмосферу, которая придает ему определенный шарм. Большинство зданий — в колониальном или традиционном камбоджийском стиле, и не превышают трех этажей в высоту. Автомобили сосуществуют на улицах с телегами, запряженными быками.
Главными достопримечательностями города являются:
Пса Нат — большой рынок в центре города, особенно интересно посещать его в ранние утренние часы, когда торговцы из близлежащих сел привозят свою продукцию.
Колониальная архитектура — старые колониальные дома вдоль реки с французскими пекарнями и кафе вдоль улиц 1, 2 и 3.
Музей, основанный в 1968 году, содержит артефакты археологических раскопок в провинции.
Ват Дамрэй Со или пагода белого слона, построенная в 1904 году.
Резиденция сиамского губернатора, здание, построенное группой итальянских архитекторов, чтобы служить в качестве резиденции последнего сиамского губернатора провинции. Строительство было завершено в 1907 году, после чего провинция отошла Франции, и губернатор не смог воспользоваться своей резиденцией, которую он же и построил. Отметим перед зданием старый каменный мост того же периода и две статуи каменных львов на западной стороне.
Ват Пном Эк, ангкорский храм, расположен в 12 км к северу от города.
Ват Банан — ангкорский храм, который расположен на холме в 20 км к югу от города.